# منتخب النرويج تحت 17 سنة لكرة القدم
منتخب النرويج تحت 17 سنة لكرة القدم (بالنرويجية: Norges G17-landslag i fotball)‏ هو ممثل النرويج الرسمي في المنافسات الدولية في كرة القدم في فئة كرة قدم تحت 17 سنة للرجال، يديريه اتحاد النرويج لكرة القدم.

## وصلات خارجية
- الموقع الرسمي